# Petinomys vordermanni
Lo scoiattolo volante di Vordermann (Petinomys vordermanni Jentink, 1890) è uno scoiattolo volante originario del Sud-est asiatico.

## Descrizione
Lo scoiattolo volante di Vordermann ha una lunghezza testa-corpo di 9,5-12 cm e una coda di 8,9-11,5 cm. I peli delle regioni superiori sono neri con le estremità color ruggine; le regioni inferiori sono bianco-camoscio. La sommità del capo è marrone o marrone-rossastro. Il patagio ha il margine color camoscio (non bianco, come in altre specie dello stesso genere). La coda, marrone o marrone-rossastra, presenta una zona di peli color camoscio chiaro alla base; sopra è leggermente arrotondata, ma sotto è molto appiattita. Le guance sono arancioni. Attorno agli occhi è presente un anello nero. Davanti alla base delle orecchie vi sono dei ciuffi di peli simili a setole. Le bolle timpaniche hanno un aspetto ad alveare.

## Distribuzione e habitat
Lo scoiattolo volante di Vordermann vive nelle foreste pluviali tropicali delle regioni settentrionali di Myanmar e Thailandia, della penisola malese e del Borneo. Vive anche su alcune isolette al largo delle coste orientali di Sumatra.

## Biologia
Lo scoiattolo volante di Vordermann è un animale notturno. I nidi, posti nelle cavità degli alberi, sono situati a 0,3-6 m di altezza dal suolo. Vive prevalentemente nelle foreste pluviali di pianura, ma si incontra anche nelle foreste secondarie.

## Conservazione
Lo scoiattolo volante di Vordermann è minacciato dalla deforestazione e la IUCN lo classifica tra le specie vulnerabili.